# War All the Time
War All the Time è il terzo album in studio del gruppo post-hardcore statunitense dei Thursday, pubblicato nel 2003.

## Tracce
1. For the Workforce, Drowning – 3:16
2. Between Rupture and Rapture – 3:03
3. Division St. – 4:14
4. Signals Over the Air – 4:10
5. Marches and Maneuvers – 4:27
6. Asleep in the Chapel – 3:46
7. This Song Brought to You by a Falling Bomb – 2:16
8. Steps Ascending – 4:26
9. War All the Time – 4:33
10. M. Shepard – 3:36
11. Tomorrow I'll Be You – 4:07

## Formazione
- Geoff Rickly – voce
- Tom Keeley – chitarra, cori
- Steve Pedulla – chitarra, cori
- Tim Payne – basso, cori
- Tucker Rule – batteria, cori
- Andrew Everding - tastiere